# Holotrichia gressitti
Holotrichia gressitti är en skalbaggsart som beskrevs av Frey 1970. Holotrichia gressitti ingår i släktet Holotrichia och familjen Melolonthidae. Inga underarter finns listade i Catalogue of Life.